# Табо, Ежи
Ежи Табо (пол. Jerzy Tabeau; 18 декабря 1918, Заболотов, Польская Республика — 11 мая 2002, Краков, Польша) — польский врач-кардиолог, доцент медицинских наук, беглец из концлагеря Освенцим, подпольщик.
17-страничный отчёт, написанный Ежи Табо после побега, вкупе с отчётом Врбы-Ветцлера, отчётом Мордовича-Розина и отчётом Пилецкого, являются первыми подробными свидетельскими показаниями о массовых убийствах, происходивших в лагере. Показания, данные Табо, сыграли важную роль в информировании общества о совершённых нацистами преступлениях и способствовали возобновлению попыток прекратить депортацию евреев в Освенцим. Отчёт Табо в конечном итоге был включён в «Протоколы Освенцима» как глава № 2 «Транспорт» («Отчёт польского майора»).

## Побег из Освенцима
После Сентябрьской кампании и капитуляции Польши Табо вступил в ряды Союза вооружённой борьбы (Związek Walki Zbrojnej) и работал в польском подполье под псевдонимом «Ежи Весоловски» (Jerzy Wesołowski), распространяя запрещённую прессу. Был арестован гестапо в Кракове в начале 1942-го и через тюрьму Монтелюпих депортирован в Освенцим. Прибыл в лагерь 26 марта 1942 года, был зарегистрирован как Ежи Весоловски, лагерный номер 27273. В лагере работал на сносе домов, оставленных перемещёнными поляками, на рытье канализации, затем на бетонном заводе. Заболел пневмонией и плевритом и был помещён в лагерную больницу. После выздоровления Табо присоединился к персоналу больницы в качестве санитара.
Летом 1942 года Табо переболел сыпным тифом. В это время он был включён нацистским врачом Йозефом Клером в список пациентов, подлежащих умерщвлению в газовых камерах, однако благодаря вмешательству капо Альфреда Штосселя ему удалось избежать смерти.
19 ноября 1943 года Ежи Табо вместе с другим заключённым Романом Челичко, перерезав проволочное ограждение лагеря, сбежали из Освенцима. Побег планировался с июля 1943-го, и первоначальный план предполагал участие пяти заключённых, однако трое из них впоследствии отказались от своего намерения. Кроме того Челичко было необходимо время, для того чтобы предупредить мать, живущую в Закопане, о том, что ей нужно скрыться, так как в лагере было известно об арестах родственников беглецов, проводимых гестапо в отместку за побеги (Челичко отправил матери письмо 14 июля 1943 года). Ежи Табо и Роман Челичко добрались до деревни Гочалковице, где связались с членами Движения сопротивления, которые помогли им доехать до Закопане, родного города Романа. Там беглецы некоторое время укрывались у друзей Челичко, после чего разделились: Табо сел на товарный поезд до Кракова, а Челичко присоединился к местному партизанскому отряду.
В Кракове Табо связался с Терезой Ласоцкой-Эштрейхер, а позже присоединился к краковскому отделению подпольной Польской социалистической партии. В декабре 1943 года Табо приступил к подготовке отчёта о том, что происходило в концентрационном лагере. Работа была завершена в начале 1944 года.

## Отчёт Табо
Отчёт был скопирован на трафаретной машине в Женеве в августе 1944 года и распространён польским правительством в изгнании, еврейскими общинами и Братиславской рабочей группой, дойдя таким образом до чехословацкого дипломата в Швейцарии Яромира Копецкого. Отчёт Табо о массовых убийствах евреев со всей Европы стал частью Протоколов Освенцима. Содержание Протоколов подробно обсуждалось в The New York Times 26 ноября 1944 года.
В иногда резких выражениях отчёт описывает условия жизни в Освенциме. Первые две главы содержат информацию о транспортировке и первых днях Табо в лагере. Далее следует глава о евреях и еще одна о проведённых казнях. Кроме того, он сообщает информацию об устройстве, повседневной жизни и внутренней организации лагеря, например, об использовании разноцветных тканевых треугольников для сегрегации заключённых.
В отчёте содержатся подробности о начале массовых убийств:

«В то же время в Освенциме (середина мая 1942 г.) начались массовые расстрелы»— Отчёт польского майора, 1944 г., стр. 14.
О газовых камерах:

«Для этого были построены специальные газовые бараки. […] Внутри они были оборудованы таким образом, чтобы создавалось впечатление, что это моечные помещения».— Отчёт польского майора, 1944 г., стр. 11.
Табо также даёт оценку числа евреев, убитых до того, как он бежал, приводя цифру «около полутора миллиона».

## Другие свидетельства очевидцев
До обнародования Протоколов Освенцима сообщения о геноциде, устроенном немцами, уже появлялись в прессе (например, обращение правительства Польши в изгнании к Лиге Наций от 10 декабря 1942 года, основанное на свидетельстве сбежавшего из Майданека еврейского заключённого Диониса Ленарда), однако информации о конвейере смерти в Освенциме было мало.
Несколько беглецов из лагеря уже передавали информацию оттуда. 20 июня 1942 года Казимеж Пеховский, Станислав Густав Ястер, Юзеф Лемпарт и Эугениуш Бендера совершили коллективный побег, взяв с собой отчёт Витольда Пилецкого, который передали Армии Крайовой. 27 апреля 1943 года сам Витольд Пилецкий, ротмистр Армии Крайовой, который намеренно позволил себя арестовать и депортировать в Освенцим, чтобы основать внутри него ячейку Движения Сопротивления и принять меры против немецкой политики истребления польской интеллигенции, бежал вместе с двумя другими польскими военнослужащими: Яном Редзей и Эдуардом Чесельским. Каждый из них составил отдельный отчёт для Армии Крайовой, они были посланы британскому правительству, но британцы подвергли сомнению надежность источника. 2 ноября 1943 года Казимеж Халори, еще один польский заключённый, сбежал и передал информацию Польской социалистической партии. Польская журналистка Наталья Зарембина собрала свидетельства польских беглецов в отчёт под названием «Освенцим — лагерь смерти», который был опубликован на английском языке в 1943 году в Лондоне.

## В конце войны
В марте 1944 года по приказу подполья Табо отправился с миссией в Лондон, чтобы лично дать показания о польском Сопротивлении и рассказать союзникам правду о нацистском геноциде.
Вернувшись в Польшу, он отправился в район Новы-Сонча, чтобы сформировать «Социалистический батальон смерти». Во время одного из боев под Йорданувым в октябре 1944 года Табо был ранен в голову, в результате чего стал частично парализован.

## После войны
После 1945 года поселился в Кракове, получил медицинское образование в Ягеллонском университете. Впоследствии он стал доцентом медицины и известным кардиологом в Кракове.
Скончался в 2002 году в возрасте 83 лет.